# Prospero Caffarelli
Prospero Caffarelli (Roma, 1593 – Roma, 14 agosto 1659) è stato un cardinale italiano.

## Biografia
Nacque con ogni probabilità nel 1593 da Alessandro Caffarelli, conservatore di Roma nel 1608, e da Pantasilea Astalli. Benché la famiglia si trovasse in difficoltà finanziarie, la parentela - per parte di madre - con papa Paolo V gli spianò la strada verso la carriera in Curia.
Papa Innocenzo X lo elevò al rango di cardinale nel concistoro del 2 marzo 1654.
Morì il 14 agosto 1659 e fu sepolto nella tomba di famiglia presso la chiesa di Santa Maria sopra Minerva. Lasciò tutti i suoi beni alla sagrestia della basilica di San Pietro.